# Le Blossiau
Le Blossiau est un hameau de la commune de Ploërmel (département du Morbihan), en France. Celui-ci est situé à environ 4 km au sud-est du bourg de Ploërmel et compte une quarantaine d'habitants.

## Géographie

### Situation
Le Blossiau est situé dans le Nord-Est du Morbihan, à proximité de la forêt de Paimpont, à 50 km au sud-ouest de Rennes, 35 km au nord-est de Vannes et 47 km au nord-est de Redon, approximativement au centre géographique de l'ancienne province de Bretagne.

### Géographie physique
Le Blossiau est situé au cœur du massif armoricain.

## Voies de communication
Le  Blossiau se trouve au croisement de l'axe Rennes-Lorient (voie express N 24) et de l'axe Vannes-Saint-Malo (voie express N 166 puis D 766). Prendre la direction de Monterrein sur la départementale D8, et prendre la 2e sortie à gauche.

## Histoire
Depuis le 5 novembre 2013, chaque habitation a son numéro de rue.[réf. nécessaire]